# Bouda (bướm đêm)
Bouda  là một chi bướm đêm thuộc họ Noctuidae.

## Các loài
- Bouda hidalgonis
- Bouda pallipars